# Ljubižda (Prizren)
Pour les articles homonymes, voir Ljubižda.
Lubizhdë en albanais et Ljubižda en serbe latin (en serbe cyrillique : Љубижда) est une localité du Kosovo située dans la commune/municipalité de Prizren et dans le district de Prizren/Prizren. Selon le recensement kosovar de 2011, elle compte 5 982 habitants.

## Histoire
Lubizhdë/Ljubižda est mentionné pour la première fois dans une charte de l'empereur Dušan datée de 1348[réf. nécessaire].
Le village possède plusieurs églises, dont la plus importante est l'église Saint-Nicolas, qui remonte au XVIe siècle. L'édifice, de dimensions modestes, est constitué d'une nef unique sans coupole avec une voûte en berceau ; sur le côté ouest s'ouvre un porche prolongé par exonarthex ; un clocher carré en briques domine l'ensemble. L'intérieur a été orné de fresques par Vasilije Krstić, originaire du village de Galičnik et appartenant à la famille de peintres Đinoski. L'église abrite des icônes et des objets liturgiques couvrant une période allant du XIVe siècle au XIXe siècle. L'ensemble, église et icônes, est inscrit sur la liste des monuments culturels de l'Académie serbe des sciences et des arts et sur celle des monuments culturels du Kosovo.
Le village possédait une autre église dédiée au Saint-Salut ; détruite au milieu du XIXe siècle, ses ruines ont été affectées aux Musulmans convertis ; les portes peintes de l'autel et l'iconostase ont été transférées dans l'église Saint-Nicolas. La localité abrite aussi les ruines de l'église de la Saint-Parascève et les vestiges de l'église Saint-Jean. On y trouve également une église de la Sainte-Semaine et quelques autres églises de moindre importance[réf. nécessaire].

## Démographie

### Évolution historique de la population dans la localité
| 1948 | 1953 | 1961  | 1971  | 1981  | 1991  | 2011  |
| ---- | ---- | ----- | ----- | ----- | ----- | ----- |
| 743  | 940  | 1 208 | 1 553 | 2 440 | 2 960 | 5 982 |

|  |

### Répartition de la population par nationalités (2011)
En 2011, les Albanais représentaient 70,33 % de la population et les Bosniaques 21,50 %.